# Plecotus taivanus
Plecotus taivanus (Вухань тайванський) — вид рукокрилих родини Лиликові (Vespertilionidae).

## Поширення, поведінка
Цей вид є ендеміком Тайваню. Голотип був зібраний в лісі на висоті 2250 м над рівнем моря на горі Анма Шан. Лаштує сідала в печерах, тунелях, будівлях та деревах.